# Moringua macrocephalus
Moringua macrocephalus är en fiskart som först beskrevs av Bleeker, 1863.  Moringua macrocephalus ingår i släktet Moringua och familjen Moringuidae. Inga underarter finns listade i Catalogue of Life.